# 桂元時 (内蔵大夫)
桂 元時（かつら もととき）は、戦国時代の武将。毛利氏の家臣。父は桂元澄。異母兄は桂元延、桂元貞、桂元親、桂景信。同母兄は桂広繁、桂元盛。異母姉に冷泉元豊正室の相琳妙悟。子は桂元相、桂正勝、桂景宗、桂勝久。

## 生涯
天文16年（1547年）、毛利氏庶流の重臣である桂元澄の七男として生まれる。母は志道広良の娘。
天正18年（1590年）10月29日に死去。享年44。嫡男の桂元相が後を継いだ。元時の位牌は安芸国佐伯郡廿日市の洞雲寺にあったとされる。